# Landwirtschaftliche Universität Tirana

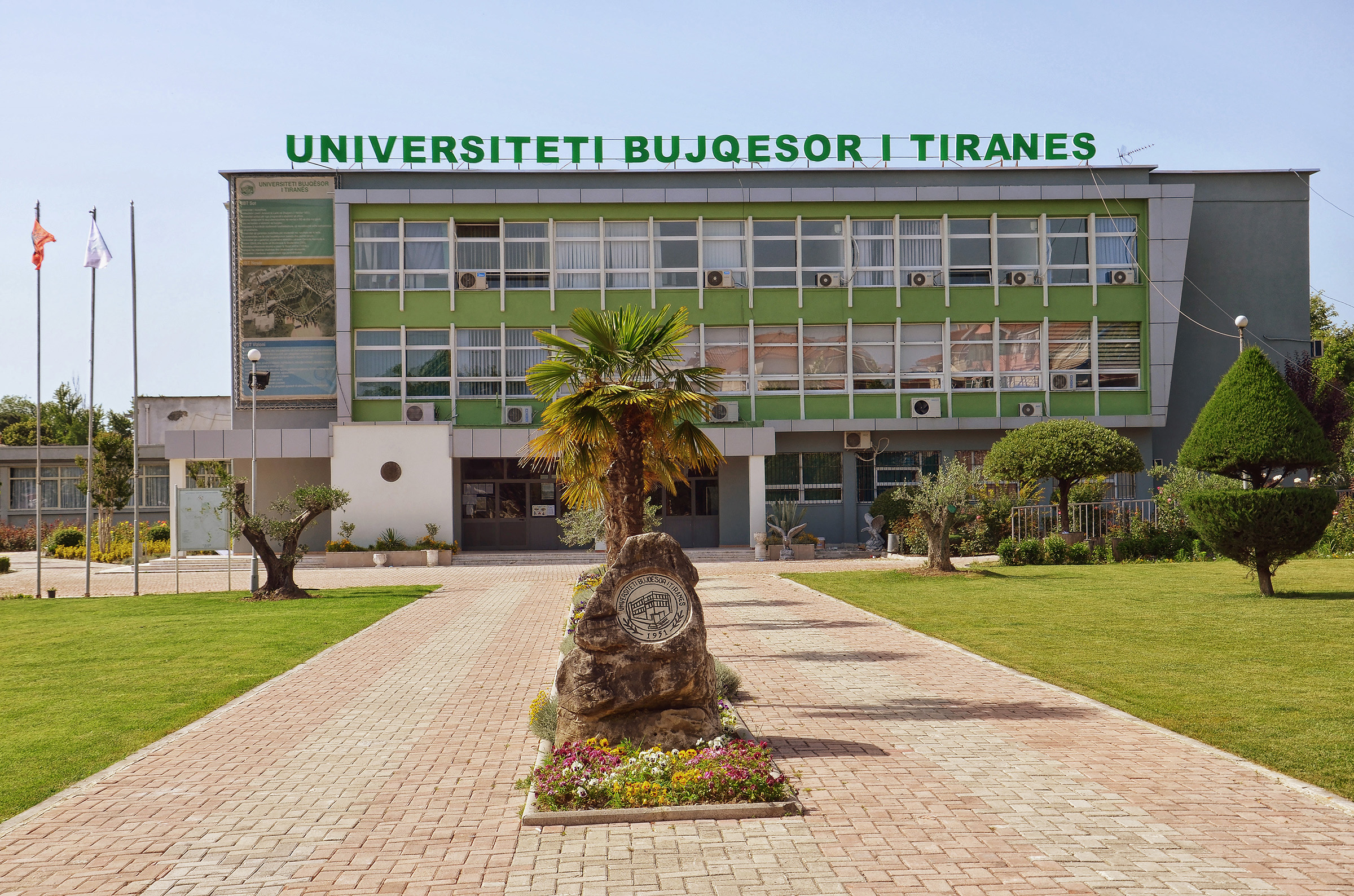
Hauptgebäude

Die Landwirtschaftliche Universität Tirana (albanisch Universiteti Bujqësor i Tiranës, UBT) ist eine staatliche Universität, die im Vorort Kamza unweit der albanischen Hauptstadt Tirana liegt. Sie wurde am 1. November 1951 gegründet.

## Fakultäten
- Fakultät für Landwirtschaft und Umwelt
- Fakultät für Ökonomie und Agribusiness
- Fakultät für Forstwissenschaft
- Fakultät für Veterinärmedizin
- Fakultät für Biotechnologie